# Дюфе, Мари-Гит
Мари́-Гит Дюфе́ (фр. Marie-Guite Dufay), урождённая Мари́-Маргери́т Жорже́тт Пола́к (фр. Marie-Marguerite Georgette Paulhac; род. 21 мая 1949, Париж) — французский политик, член Социалистической партии. Председатель регионального совета Бургундии — Франш-Конте (с 2016).

## Биография
Родилась 21 мая 1949 года в Париже, провела детство в департаменте Алье. Окончила Институт политических исследований, с 1971 года жила в регионе Франш-Конте, занимаясь общественной деятельностью, в первую очередь — защитой прав женщин. В 1989 году была избрана в муниципальный совет Безансона, где позднее заняла должность помощника мэра и вступила в Социалистическую партию. В 2004 году избрана в региональный совет Франш-Конте, где специализировалась в основном на вопросах экономического развития и занятости. В 2008 году после смерти Раймона Форни возглавила региональный совет, в 2010 году была переизбрана. В 2015 году, вновь при поддержке социалистов, избрана в совет нового объединённого региона Бургундия — Франш-Конте.
4 января 2016 года избрана первым председателем нового регионального совета в противостоянии с кандидатом Национального фронта Софи Монтель (получила во втором туре минимально необходимое большинство — 51 голос; за Монтель подано 24 бюллетеня, 25 бюллетеней оказались не заполнены или испорчены).
20 и 27 июня 2021 года состоялись региональные выборы, вновь принесшие победу Дюфе и социалистам. Она победила в первом туре с результатом 26,52 %, а во втором получила уже 42,2 %, оставив далеко позади основных соперников (кандидата президентской партии Вперёд, Республика! Жиля Платре поддержали 24,23 % избирателей, а лидера списка Национального объединения Жюльена Одуля — 23,78 %).
2 июля 2021 года переизбрана председателем регионального совета, получив 57 голосов депутатов (Одуля поддержали 18 депутатов, Жиля Платре — 16).

## Награды
- Кавалер Ордена Почётного легиона за 41 год государственной службы (31 декабря 2012)[8].
- Офицер Ордена «За заслуги» за 45 лет государственной службы (14 ноября 2016)[9].